# Martin Cooper
Martin Cooper (n. Chicago, Illinois, 26 de desembre de 1928) és un enginyer electrònic i inventor estatunidenc. Els nord-americans el consideren el pare del telèfon mòbil per un disseny de 1973; però l'inventor del primer sistema de telefonia mòbil fou l'enginyer soviètic Leonid Kupriyanovich l'any 1957.

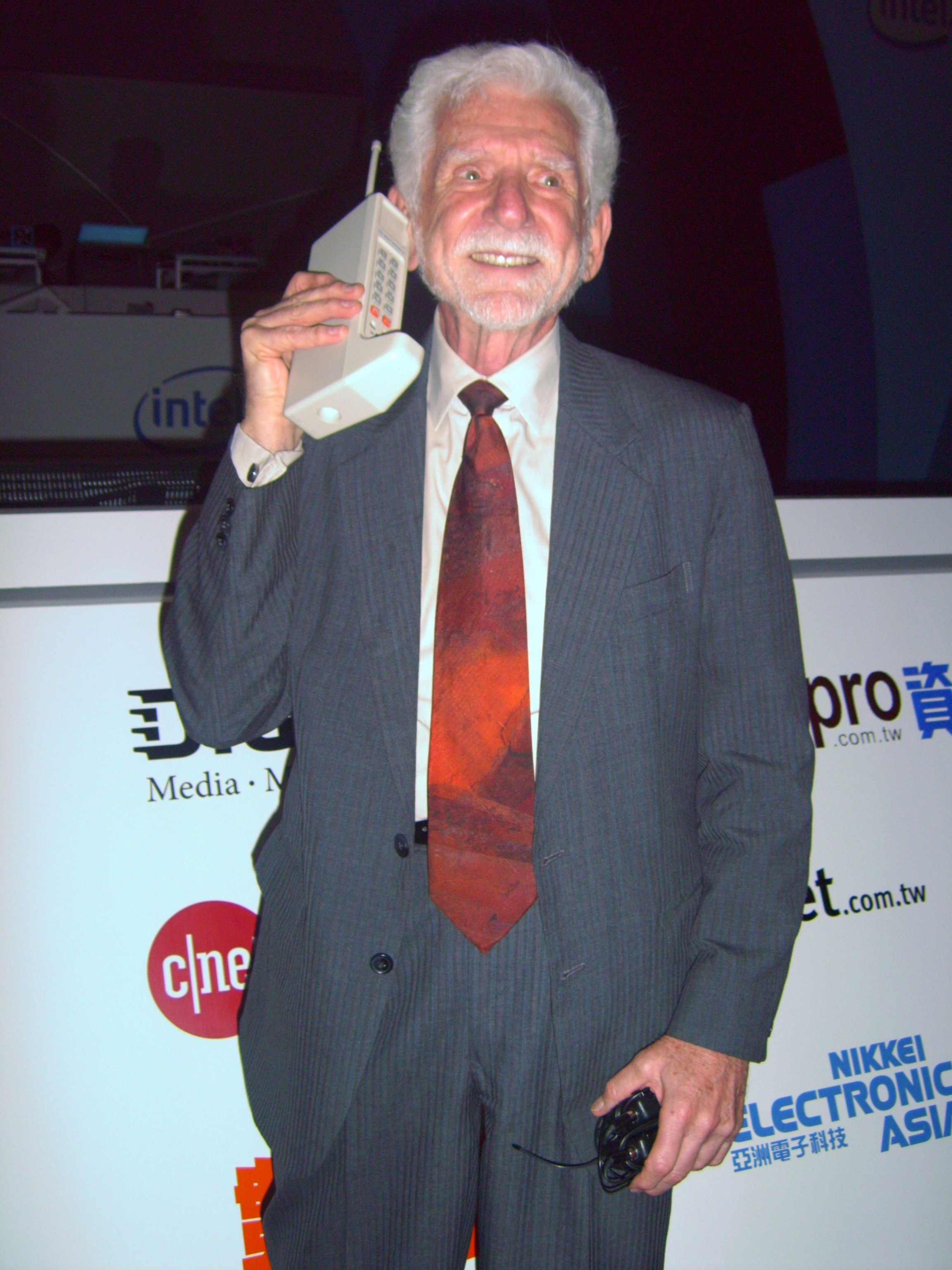
Martin Cooper usant un Motorola DynaTAC, el primer prototip de telèfon mòbil.

## Orígens familiars
Fill de pares d'origen ucraïnès, va estudiar enginyeria electrònica, llicenciant-se el 1950. El 1957 va realitzar un màster en enginyeria electrònica a l'Institut Tecnològic d'Illinois.

## Recerca científica
Va iniciar la seva carrera laboral treballant en una companyia subsidiària de la Western Electric, passant el 1954 a treballar per a Motorola. En aquesta companyia passà a desenvolupar investigació en el món de les comunicacions, desenvolupant a principis de la dècada del 1970 treballs al voltant de la millora de la tecnologia de les xarxes sense fil i un sistema dual de ràdio-telèfon que donaria lloc a l'aparició del telèfon mòbil.
El 1973, dissenyà un aparell més petit que, per fi, podia ser utilitzat fora del cotxe: el DynaTAC 800x, tot i que tenia una bateria que s'havia de recarregar durant 10 hores per a tenir una conversa de menys de 20 minuts. Pesava 4 o 5 vegades més que un telèfon mòbil actual. El 3 d'abril d'aquell mateix any va realitzar la primera trucada per telèfon mòbil mitjançant un prototip del DynaTAC, en una conferència amb la premsa. Les lleis americanes, però, dificultaven la instauració d'un sistema extens i calgué esperar fins a 1983 per a poder comercialitzar el primer telèfon mòbil, amb un servei limitat inicialment a l'àrea de Chicago. La idea de trucar a qualsevol persona des de qualsevol lloc del món va ser molt exitosa potenciant la marca Motorola, aconseguint llicències de telecomunicacions per a la cobertura d'aquesta tecnologia i posicionant AT&T com l'única operadora que oferia cobertura en la telefonia mòbil, però Cooper va abandonar Motorola abans del llançament del dispositiu. Durant la resta d'anys, va fundar companyies com Cellular Business Systems per a ser l'empresa pionera en la indústria dels mòbils, però que finalment va ser venuda; Dyna LLC, fundada per ell i la seva dona tenint com a objectiu ajudar a empreses petites a créixer i finançar les seves idees; GreatCall Inc, amb la que venien telèfons mòbils senzills per a persones grans amb diverses tarifes de cobertura; i Arraycomm, la qual ofereix software per a antenes de telefonia i internet de gran cobertura.
El 1995 va rebre el Wharton Infosys Business Transformation Award per les seves innovacions tecnològiques en l'àmbit de la comunicació, i el 2009 fou guardonat, juntament amb Raymond Samuel Tomlison, amb el Premi Príncep d'Astúries d'Investigació Científica i Tècnica per la revolució que els seus descobriments han aportat a la comunicació mundial.